# Clarence Crafoord
Clarence Crafoord (ur. 28 maja 1899 w Hudiksvall, zm. 25 lutego 1984 w Danderyd) – szwedzki chirurg, który specjalizował się w kardiochirurgii, chirurgii klatki piersiowej i naczyń.

## Życiorys
Clarence Crafoord urodził się rodzinie o szkockich korzeniach, która mieszkała w Szwecji od prawie 500 lat. Po śmierci ojca w wieku 53 lat, matka Clarence'a przeniosła się z rodziną, w tym Clarence'a i jego 3 siostry, do Sztokholmu. Clarence zaczął uczęszczać do gimnazjum. Był dobrym uczniem i ominął kilka klas. W wolnym czasie lubił naprawiać zepsuty szkolny sprzęt laboratoryjny i uczył się gry na skrzypcach. Był tak utalentowanym muzykiem, że został przyjęty na profesjonalne szkolenie w Akademii Muzycznej w Sztokholmie. Ostatecznie zdecydował się studiować medycynę.
Clarence Crafoord po ukończeniu studiów medycznych w 1919 uzyskał prawo wykonywania zawodu lekarza w Sztokholmie w 1924 i tytuł doktora medycyny w 1938. Był wieloletnim naczelnym chirurgiem w Sabbatsberg Hospital w Sztokholmie i jednocześnie w latach 1948–1966 profesorem w Instytucie Karolinska.
W październiku 1944 wykonał wraz z G. Nylinem jako pierwszy w świecie chirurgiczne wycięcie wrodzonego zwężenia cieśni aorty i zespolenie obu części aorty koniec do końca. Do dzisiaj jest to metoda z wyboru dająca najlepsze wyniki chirurgicznego leczenia koarktacji aorty.
W latach trzydziestych XX w. w profilaktyce zakrzepicy wprowadził heparynę, a w latach czterdziestych udoskonalił technikę resekcji płuc. W 1954 jako pierwszy w Europie wykonał udaną operację z użyciem sztucznego płuco-serca (drugie udane zastosowanie płucoserca w świecie).
Za swoje osiągnięcia był wielokrotnie nagradzany i przez wiele uczelni wyróżniony tytułem doktora honoris causa, między innymi: Cordoba w Argentynie, Coimbra, Turyn, Lima, Grenoble, Sorbona.